# Sociaaldemocratische Partij van Bosnië en Herzegovina
De Sociaaldemocratische Partij van Bosnië en Herzegovina (Bosnisch: Socijaldemokratska partija Bosne i Hercegovine, SDP (BiH)) is een sociaaldemocratische en multi-etnische politieke partij in Bosnië-Herzegovina.

## Geschiedenis
De SDP BiH werd op 27 december 1992 opgericht als opvolger van de (in 1990 ontbonden) Communistenbond van Bosnië en Herzegovina (SK BiH). Deze laatste partij regeerde de Joegoslavische deelrepubliek Bosnië-Herzegovina van 1945 tot 1990 en was al die tijd de enige toegestane partij. Aanvankelijk droeg de partij de naam Unie van Hervormingsgezinde Krachten. De SDP BiH beweert in de traditie te staan van de in 1909 in Bosnië-Herzegovina opgerichte Sociaaldemocratische Partij (SDP)
Ofschoon de partij multi-etnisch claimt te zijn, rekruteert zij haar aanhang vooral onder de Bosniakken in de Federatie van Bosnië en Herzegovina (en niet in de Servische Republiek waar alleen een Bosniakse minderheid is). De partij heeft sinds haar oprichting in 1992 deelgenomen aan verscheidene coalitieregeringen van de Federatie. Alija Behmen was van 2001 tot 2003 minister-president van de Federatie van Bosnië en Herzegovina; zijn partijgenoot Nermin Nikšić vervulde dit ambt van 2011 tot 2015. De Kroaat Karlo Filipović was van 2001 tot 2002 president van de Federatie. Van 2000 tot 2002 en van 2010 tot 2014 maakte de SDP BiH deel uit van het overkoepelende federale kabinet van Bosnië-Herzegovina.
Bij de verkiezingen van 2018 behaalde de SDP BiH 5 van de 42 zetels in het Huis van Afgevaardigden (Bosnië en Herzegovina) en in het Huis van het Volk (Bosnië en Herzegovina) 1 van de 15 zetels.

## Vertegenwoordiging in het Presidentschap van Bosnië en Herzegovina
Van 2001 tot 2002 was Jozo Križanović voorzitter van het Presidentschap (d.i. president van de republiek).
De diplomaat Željko Komšić werd in 2006 en in 2010 namens de SDP BiH in het Presidentschap van Bosnië en Herzegovina, het collectieve staatshoofd, (als vertegenwoordiger van de Kroaten) gekozen. Hij was van 2007-2008, 2009-2010 en 2011-2012 voorzitter van het Presidentschap. In 2012 stapte hij echter uit de SDP BiH en richtte een eigen partij op: het Democratisch Front. Voor deze partij is hij ook al een aantal keren voorzitter van het Presidentschap geweest.

## Ideologie
De SDP BiH is centrumlinks en sociaaldemocratische. De partij is ook pro-Europees De SDP BiH is aangesloten bij de Socialistische Internationale (1951)

## Verkiezingsresultaten
| Zetelverdeling | Zetelverdeling          | Zetelverdeling    | Zetelverdeling |
| Jaar           | Huis van Afgevaardigden | Huis van het Volk |                |
| -------------- | ----------------------- | ----------------- | -------------- |
| 1996           | 2 (42)                  | 0 (15)            |                |
| 1998           | 4 (42)                  | 1 (15)            |                |
| 2000           | 9 (42)                  | 3 (15)            |                |
| 2002           | 5 (42)                  | 1 (15)            |                |
| 2006           | 5 (42)                  | 1 (15)            |                |
| 2010           | 8 (42)                  | 4 (15)            |                |
| 2014           | 3 (42)                  | 0 (15)            |                |
| 2018           | 5 (42)                  | 1 (15)            |                |
| 2022           | —                       | —                 |                |